# Europakwartier (Almere)
Europakwartier is een wijk in aanbouw in de Nederlandse stad Almere. De wijk is gelegen in het stadsdeel Almere Poort en de straten in de wijk zijn vernoemd naar landen in het werelddeel Europa.
Op 1 januari 2023 telde de wijk 5.285 inwoners, verdeeld over 2.461 woningen, op een oppervlakte van 0,81 km².

## Buurten
Europakwartier kent vier buurten:
- Europakwartier Oost
- Europakwartier West Noord
- Europakwartier West West
- Europakwartier West Zuid.[2]

Europakwartier West West, Noord en Zuid zijn ondertussen al volledig afgebouwd en Europakwartier Oost, ook wel bekend als New Brooklyn, is anno 2024 nog in aanleg.

## Openbaar vervoer
Europakwartier wordt doorsneden door een busbaan en heeft daaraan vier bushaltes waar de volgende buslijnen stoppen:
- Europakwartier Oost  322
- Europakwartier West  M4   N22
- Station Poort  M4   24   322   N22
- Topsporthal  322

### Metrobus
| Lijn | Lijn       | Route                           | Via | Opmerkingen |
| ---- | ---------- | ------------------------------- | --- | ----------- |
| M4   | Poortmetro | Station Centrum - Station Poort | Stedenwijk, Componistenpad, Station Muziekwijk, Literatuurwijk, Hogekant, Homeruskwartier, Columbuskwartier, Europakwartier |             |

### duinGo
| Lijn | Route                | Opmerkingen |
| ---- | -------------------- | --- |
| 24   | Station Poort - Duin | Rijdt niet tussen 9:20 en 14:20, 's avonds en in het weekend. Rijdt in de zomermaanden wel in het weekend overdag. |

### R-net
| Lijn | Route                                               | Via | Opmerking                                                            |
| ---- | --------------------------------------------------- | --- | -------------------------------------------------------------------- |
| 322  | Almere, Station Parkwijk - Amsterdam, Amstelstation | Almere Stad (Verzetswijk, Tussen de Vaarten, Sallandsekant, Danswijk, Veluwsekant, Busstation ’t Oor, Gooisekant), Almere Poort (Hogekant, Europakwartier, Topsportcentrum, Station Poort), Muiden (P+R, Maxisweg), Diemen (Diemerknoop), Amsterdam-Oost (Brinkstraat, Middenweg) | Rijdt buiten de spitsuren alleen tussen busstation 't Oor en Muiden. |

### nightGo
| Lijn | Route                                           | Via | Opmerkingen                    |
| ---- | ----------------------------------------------- | --- | ------------------------------ |
| N22  | Almere, Station Buiten - Amsterdam, Leidseplein | Almere Buiten (Bloemenbuurt, Faunabuurt, Landgoederenbuurt), Almere Stad (Tussen de Vaarten, Sallandsekant, Danswijk, Parkwijk, Station Parkwijk, Parkwijk, Filmwijk, Flevoziekenhuis, Station Centrum, Staatsliedenwijk, Kruidenwijk, Muziekwijk, Station Muziekwijk, Componistenpad, Station Muziekwijk, Literatuurwijk, Hogekant), Almere Poort (Middenkant, Homeruskwartier, Columbuskwartier, Europakwartier, Station Poort), Muiden (P+R), Amsterdam (Brinklaan, Middenweg, Amstelstation) | Rijdt alleen op zaterdagnacht. |